# Grupo de Ejércitos C
El Grupo de Ejércitos C (en alemán Heeresgruppe C) fue un grupo de ejércitos alemán de la Wehrmacht durante la Segunda Guerra Mundial. Fue creado dos veces durante la guerra.

## Historia
El Grupo de Ejércitos C fue formado a partir del Grupo de Ejércitos 2 en Frankfurt el 26 de agosto de 1939. Inicialmente comandaba todas las tropas en el frente occidental de Alemania pero tras la campaña polaca fue reducido para comandar la mitad sur del frente occidental, supervisando el ataque frontal a través de la Línea Maginot durante junio de 1940. Al final de la batalla de Francia se trasladó de nuevo a Alemania y después —bajo el nombre encubierto de "Sección del Estado Mayor de Prusia Oriental"— se trasladó a Prusia Oriental el 20 de abril de 1941. El 21 de junio de 1941 fue renombrado Grupo de Ejércitos Norte.
Fue recreado el 26 de noviembre de 1943, siendo separado del personal del Comando Supremo Sur (OB Süd Luftwaffe) y puesto al mando del frente suroccidental y de la campaña italiana. Como tal, el comandante del Heeresgruppe C servía también como el Oberbefehlshaber (OB) Südwest.
El 2 de mayo de 1945 el Grupo de Ejércitos C se rindió.

## Comandantes
1.ª vez
| N.º | Retrato | Comandante                                               | Desde                | Hasta               |
| --- | ------- | -------------------------------------------------------- | -------------------- | ------------------- |
| 1   |         | Generalfeldmarschall Wilhelm Ritter von Leeb (1876-1956) | 26 de agosto de 1939 | 21 de junio de 1941 |

2.ª vez
| N.º | Retrato | Comandante                                          | Desde                   | Hasta                 |
| --- | ------- | --------------------------------------------------- | ----------------------- | --------------------- |
| 1   |         | Generalfeldmarschall Albert Kesselring (1885-1960)  | 26 de noviembre de 1943 | 26 de octubre de 1944 |
| 2   |         | Generaloberst Heinrich von Vietinghoff (1887-1952)  | 26 de octubre de 1944   | 15 de enero de 1945   |
| 3   |         | Generalfeldmarschall Albert Kesselring (1885-1960)  | 15 de enero de 1945     | 9 de marzo de 1945    |
| 4   |         | Generaloberst Heinrich von Vietinghoff (1887-1952)  | 10 de marzo de 1945     | 30 de abril de 1945   |
| 5   |         | General der Infanterie Friedrich Schulz (1897-1976) | 30 de abril de 1945     | 1 de mayo de 1945     |
| 6   |         | General der Panzertruppe Hans Röttiger (1896-1960)  | 1 de mayo de 1945       | 2 de mayo de 1945     |

### Jefes de Estado Mayor
- Mayor General Georg von Sodenstern - (26 de agosto de 1939 - 5 de febrero de 1940)
- General Hans-Gustav Felber - (5 de febrero de 1940 - 25 de octubre de 1940)
- General Karl Albert Kurt Brennecke - (25 de octubre de 1940 - 21 de junio de 1941)
- General Siegfried Westphal - (26 de noviembre de 1943 - 5 de junio de 1944)
- General de Tropas Panzer Hans Röttiger - (5 de junio de 1944 - 8 de junio de 1945)
- General Fritz Wentzell - (29 de abril de 1945 - 2 de mayo de 1945)

### Oficiales de Operaciones
- Coronel Vincenz Müller - (1 de septiembre de 1939(?) - diciembre de 1940(?))
- Coronel Paul Reinhold Herrmann - (20 de diciembre de 1940 - 21 de junio de 1941)
- Coronel Dietrich Beelitz - (1 de diciembre de 1943 - 1 de noviembre de 1944)
- Comandante Kurt Schuster - (abril de 1945)
- Teniente coronel Josef Moll - (1 de noviembre de 1944 - 2 de mayo de 1945)

## Estructura

### La composición en septiembre de 1939
- 7.º Ejército
- 1.º Ejército
- 5.º Ejército
- Grupo de Ejércitos A

### La composición en octubre de 1939
- 7.º Ejército
- 1.er Ejército

### La composición en enero de 1940
- 7.º Ejército
- 1.er Ejército

### La composición en julio de 1940
- 1.er Ejército
- 2.º Ejército
- 12.º Ejército

### La composición en septiembre de 1940
- 7.º Ejército
- 6.º Ejército
- 2.º Ejército
- 1.º Ejército

### La composición en noviembre de 1940
- 2.º Ejército
- 11.º Ejército

### La composición en diciembre de 1940
- 2.º Ejército
- 11.º Ejército
- 3.º Panzergruppe

### La composición en enero de 1941
- 2.º Ejército
- 11.º Ejército
- 3.º Panzergruppe

### La composición en abril de 1941
- 11.º Ejército
- 3.º Panzergruppe

### La composición en mayo de 1941
- 16.º Ejército
- 18.º Ejército
- 4.º Ejército Panzer

### La composición en diciembre de 1943
- 10.º Ejército
- 14.º Ejército

### La composición en enero de 1944
- 10.º Ejército
- 14.º Ejército

### La composición en abril de 1944
- 10.º Ejército
- 14.º Ejército
- División del Ejército von Zangen

### La composición en agosto de 1944
- 10.º Ejército
- 14.º Ejército
- Ejército Liguria

### La composición en noviembre de 1944
- 10.º Ejército
- Grupo de Ejércitos Liguria

### La composición en enero de 1945
- 10.º Ejército
- Grupo de Ejércitos Liguria

### La composición en marzo de 1945
- 10.º Ejército
- 14.º Ejército
- Ejército Liguria

## Orden de Batalla

### Batalla de Francia - mayo de 1940
Comandante: Mariscal de Campo Wilhelm Ritter von Leeb
- Reservas del Grupo de Ejércitos
- 1.º Ejército - Teniente coronel Erwin von Witzleben
  - XII Cuerpo
  - XXIV Cuerpo
  - XXX Cuerpo
  - XXXVII Cuerpo
- 7.º Ejército - General de Artillería Friedrich Dollmann Friedrich Dollmann
  - XXV Cuerpo
  - XXXIII Cuerpo

### Operación León Marino - Agosto de 1940
Comandante: Mariscal de Campo Wilhelm Ritter von Leeb
- 6.º Ejército - Mariscal de Campo Walther von Reichenau
  - II Cuerpo
  - Cuerpo aéreo General Karl Student

### Operación Barbarroja - junio de 1941
Comandante: Mariscal de Campo Wilhelm Ritter von Leeb
- 18.º Ejército - Teniente coronel Georg von Küchler
  - XXXVIII Cuerpo
  - XXVI Cuerpo
- 4.º Panzergruppe - Generaloberst Erich Hoepner
  - XXXXI Cuerpo Motorizado
  - LVI Cuerpo Motorizado
- 6.º Ejército - Generaloberst Ernst Busch
  - II Cuerpo
  - X Cuerpo
  - XXVIII Cuerpo